# Ruiterstandbeeld van Gustaaf II Adolf

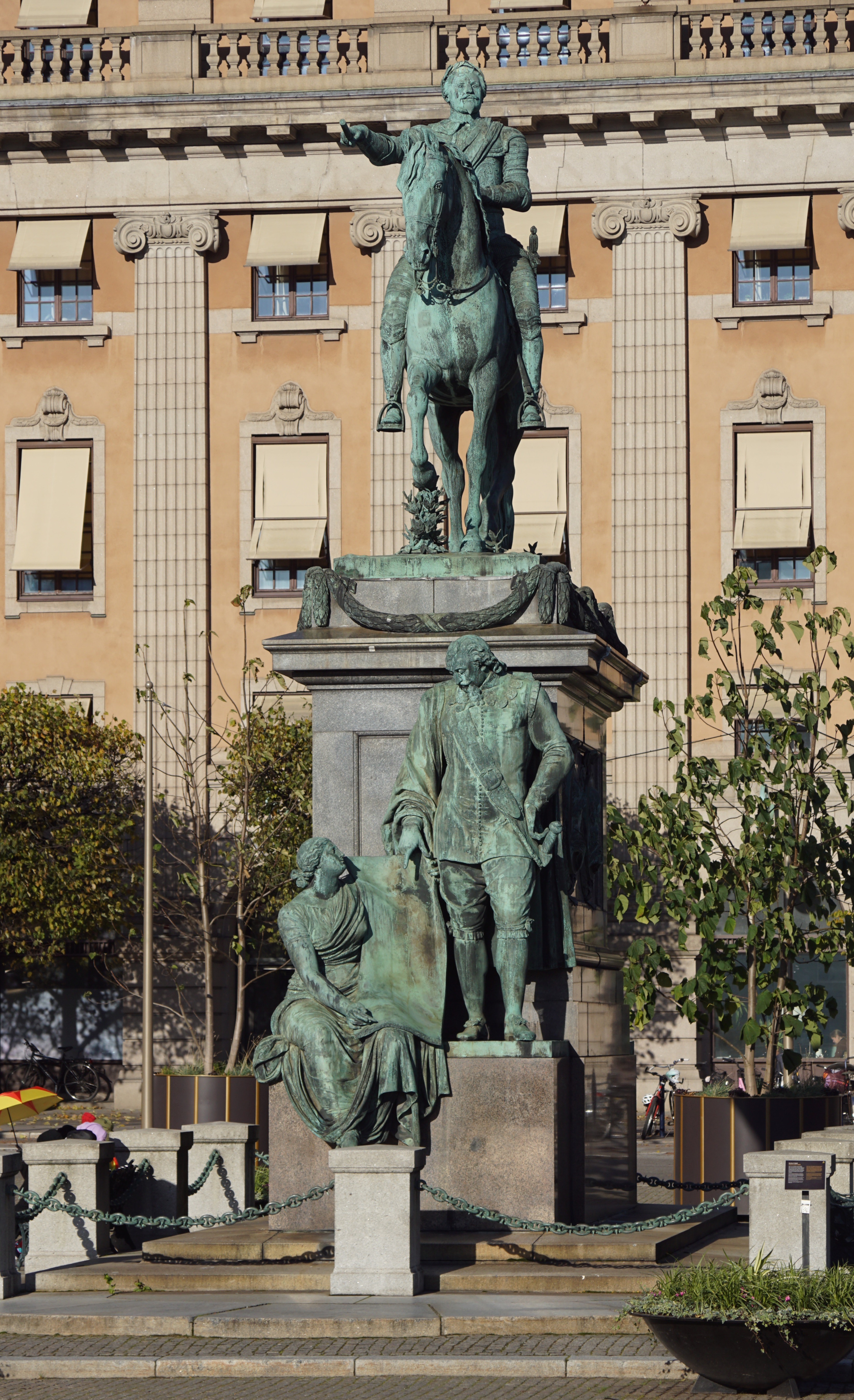
Het ruiterstandbeeld van Gustaaf II Adolf van Zweden met aan de voet het beeld van de staatsman Axel Oxenstierna die de triomfen van de koning dicteert aan de muze Clio.

Het bronzen ruiterstandbeeld van Gustaaf II Adolf is een sculptuur voorstellende Gustaaf II Adolf gezeten te paard, gemaakt door Pierre Hubert L'Archevêque in de periode 1758-1796. Het beeld staat op het Gustav Adolfs torg, Stockholm (Zweden). De bronzen beeldengroepen bij de sokkel dateren van 1906 en werden door Johan Tobias Sergel gemaakt.

## Geschiedenis
Het ruiterstandbeeld was een opdracht van de koninklijke regering, in 1758 gegeven aan de Franse beeldhouwer Pierre Hubert L'Archevêque en zou het eerste publieke standbeeld in de buitenlucht worden.
Het beeldhouwwerk werd deels bekostigd uit publieke middelen en deels met de inkomsten van een speciale loterij, vermoedelijk het begin van de Kungliga Nummerlotteriet (Koninklijke Nummerloterij), die tussen 1771 en 1841 bestond. In 1763 werd het definitieve ontwerp goedgekeurd en in 1764 werd het beeld in gips vervaardigd op ware grootte. Wegens ziekte van de kunstenaar en diens verblijf in Frankrijk, vertraagde het werk aanzienlijk. Hij stierf in 1778, net toen de mallen voltooid werden. De eerste gietpoging in juni 1779 faalde en het was pas in mei 1791 dat het bronzen beeld geplaatst werd op de toenmalige Norrmalmstorg op een voetstuk van Zweeds groen marmer uit Kolmården. Het ruiterstandbeeld werd op 17 november 1796 ingehuldigd (oftewel 6 november op de Juliaanse kalender). Hiermee was het standbeeld ook het eerste ruiterstandbeeld van Zweden.

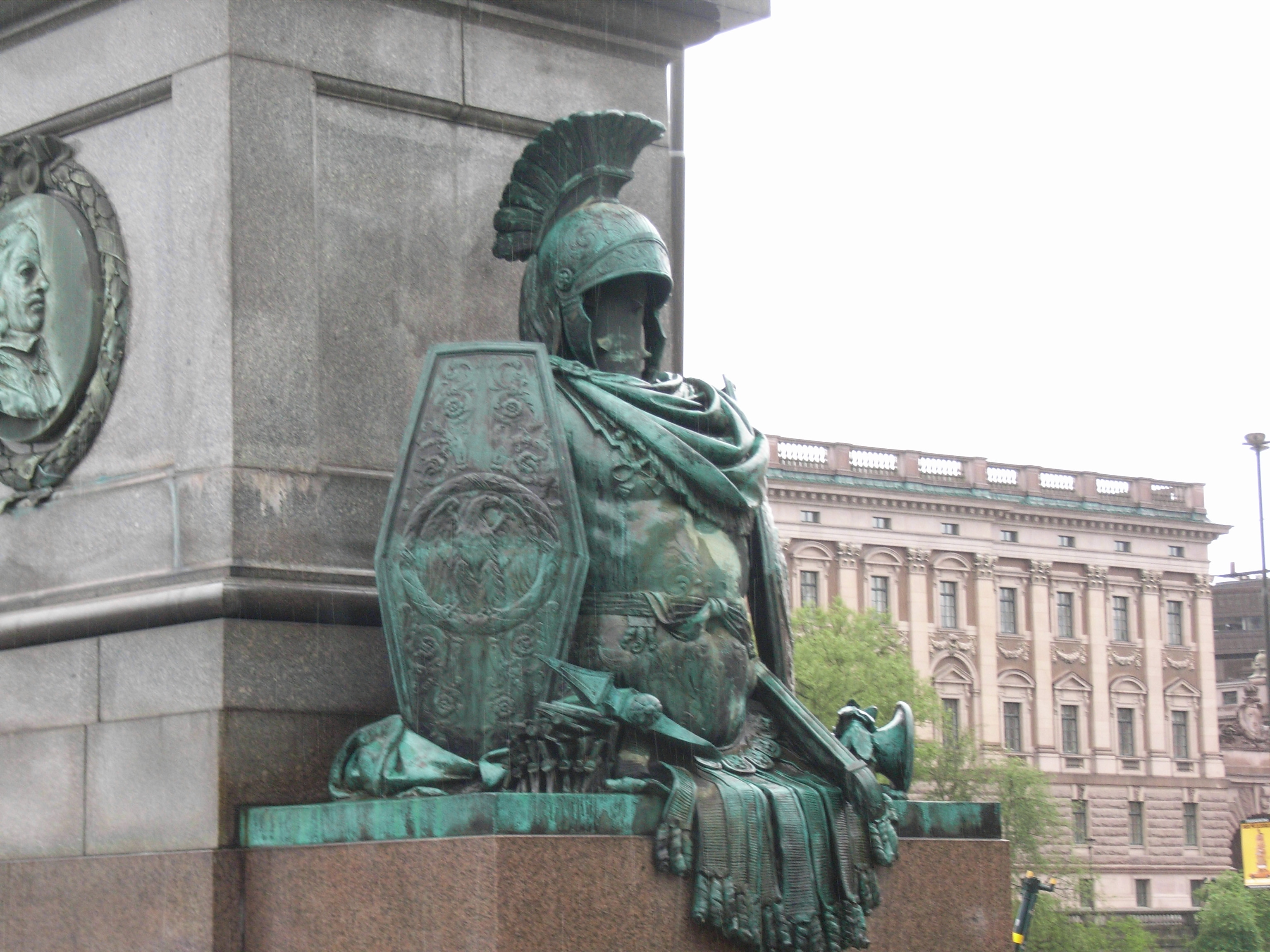
De Romeinse uitrusting aan de achterzijde.

In 1781 bestelde Gustaaf III van Zweden twee beeldengroepen die aan de voor- en achterzijde van de sokkel geplaatst moesten worden. De beeldengroepen werden door Archevêques leerling Johan Tobias Sergel gemaakt en waren klaar in 1789.
Tussen 1904 en 1906 werd de sokkel gewijzigd in een granieten versie en werden de beeldengroepen in brons gegoten door de gieterij van Meyer en bij de sokkel geplaatst.

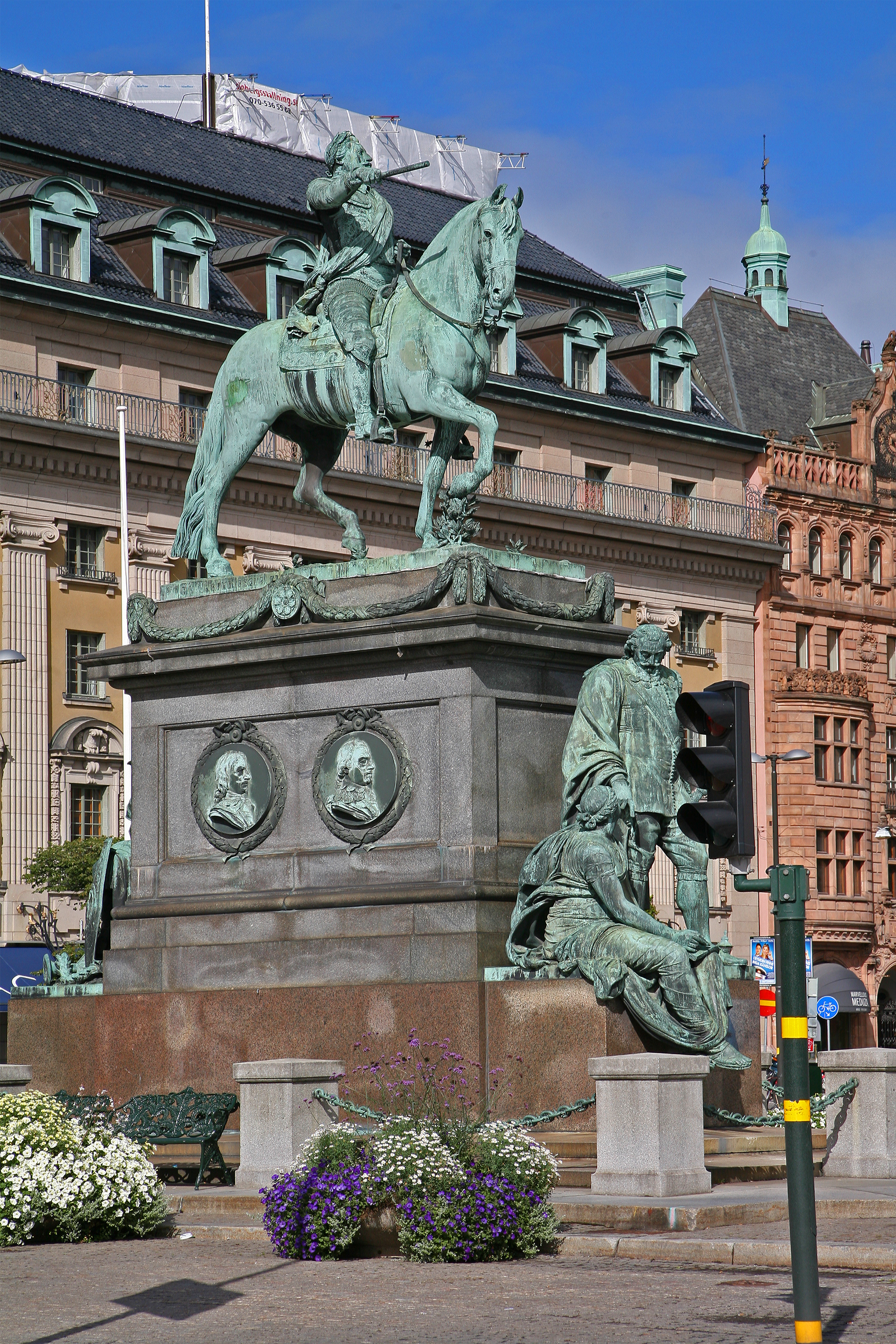
Zijaanzicht van het ruiterstandbeeld.

## Beschrijving
Gustaaf II Adolf van Zweden zit geharnast te paard en wijst met zijn bevelhebbersstaf in zijn rechterhand naar voren.
Op het voetstuk zijn vier portretmedaillons aangebracht die gemaakt werden door Archevêques leerling Johan Tobias Sergel. De portretten stellen de vier legerleiders van Gustaaf II Adolf in de Dertigjarige Oorlog voor, te weten Lennart Torstenson, Carl Gustaf Wrangel, Johan Banér en Hans Christopher von Königsmarck.
Aan de voorkant van de sokkel, de zuidzijde, staat een beeldengroep voorstellende de staatsman Axel Oxenstierna die de triomfen van Gustaaf II Adolf dicteert aan Clio, de muze van de geschiedenis. 
Aan de achterzijde van de sokkel, de noordzijde, staat een trofeegroep bestaande uit een Romeinse uitrusting met helm, schild, bijl, pijlen en zwaarden. 

## Medaillons

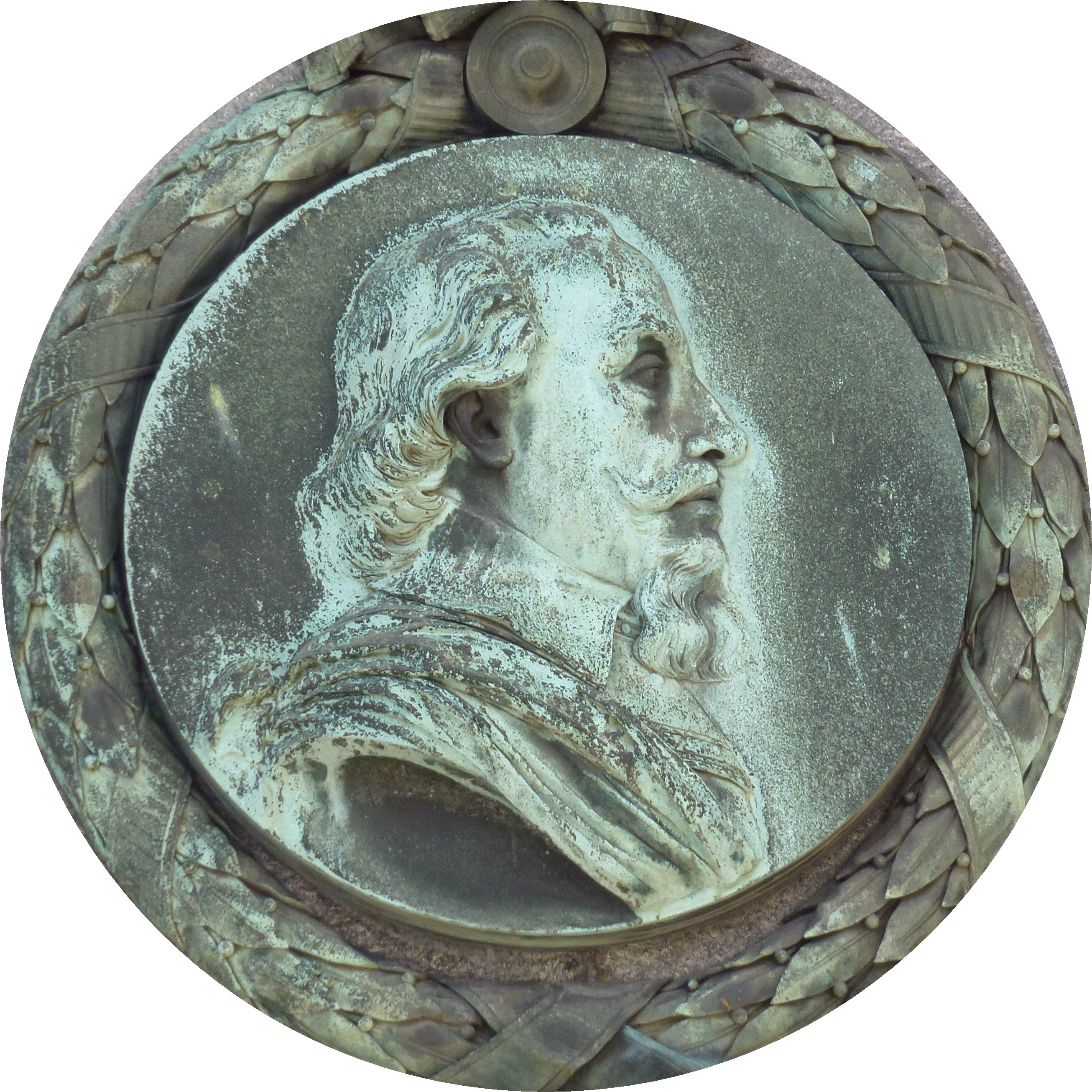
Hans Christoph von Königsmarck (oostzijde)
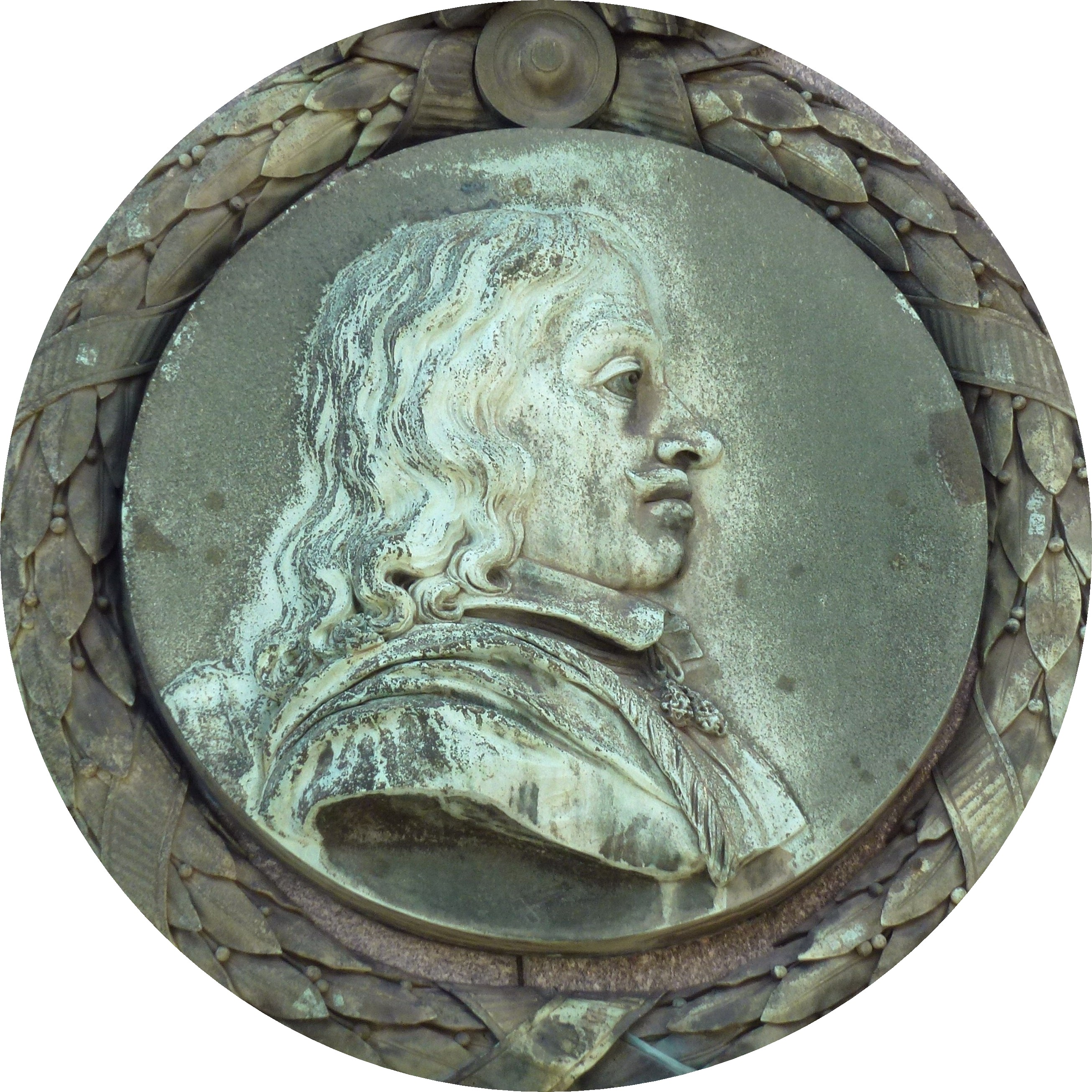
Carl Gustaf Wrangel (oostzijde)
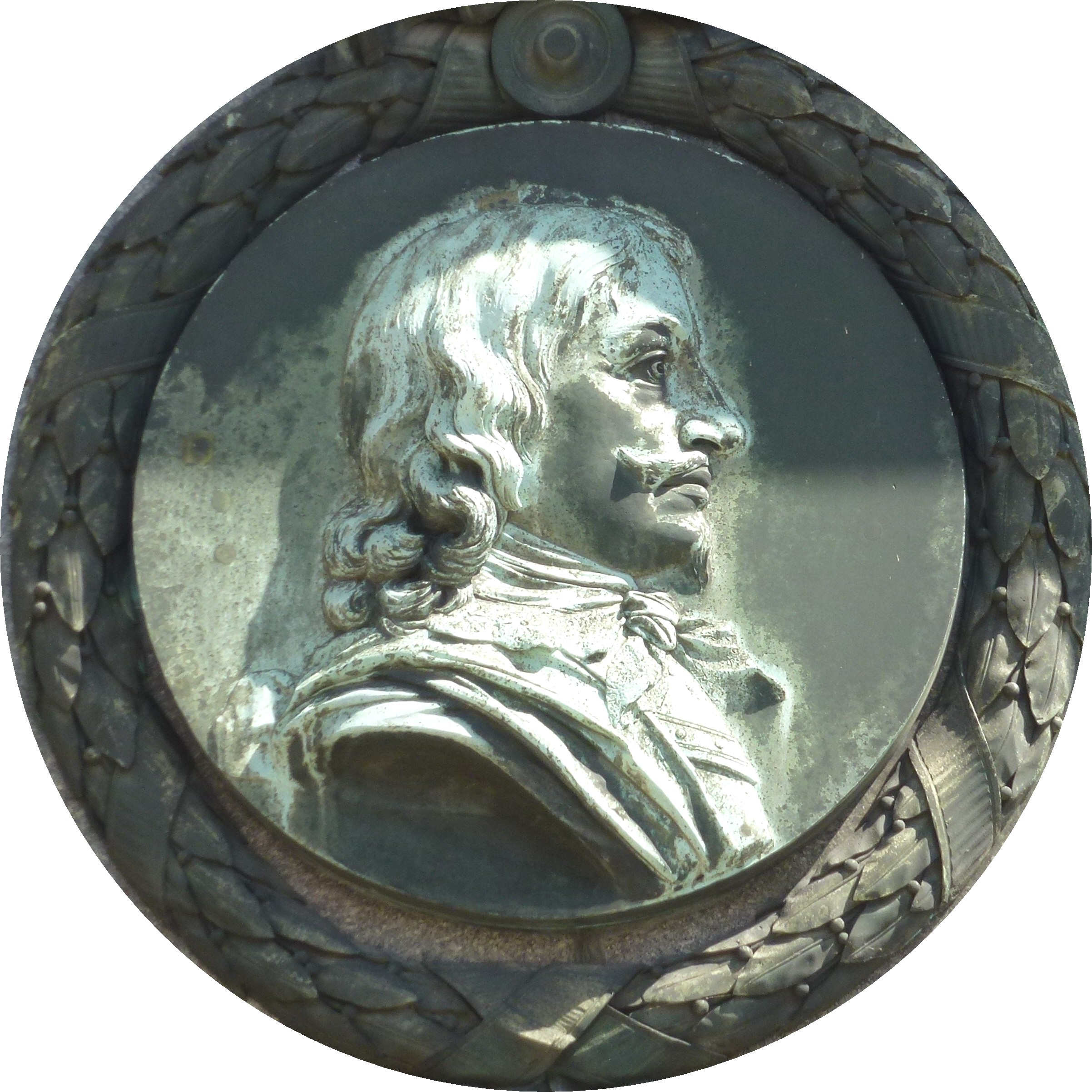
Lennart Torstenson (westzijde)
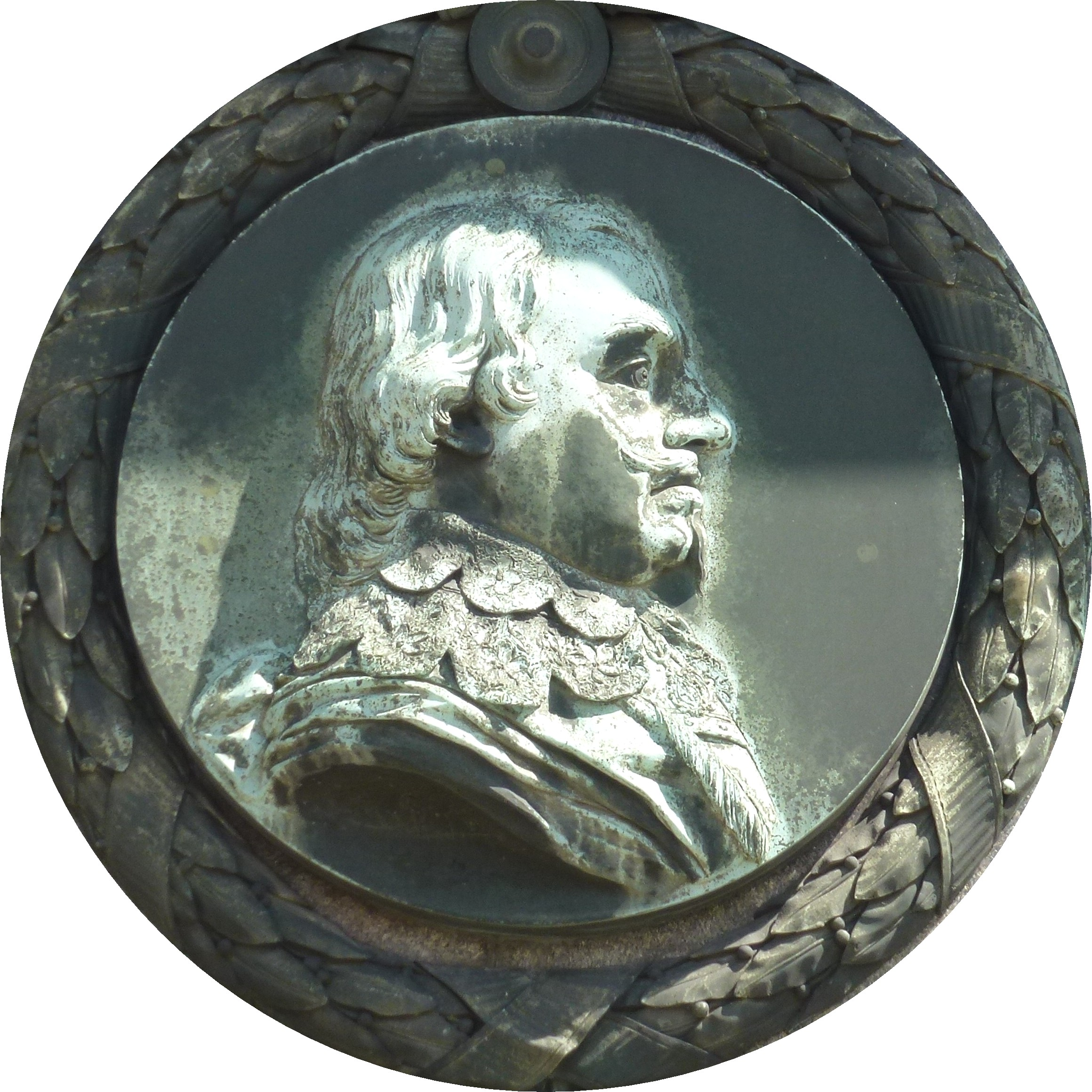
Johan Banér (westzijde)